# Iago Amaral Borduchi
Iago Amaral Borduchi (Monte Azul Paulista, 23 maart 1997) is een Braziliaans voetballer, die doorgaans speelt als linkervleugelverdediger. Iago komt uit voor FC Augsburg.

## Clubcarrière
Iago is een jeugdspeler van Monte Azul en SC Internacional. In het seizoen 2017 maakte hij de overstap naar het eerste elftal van Internacional. In juli 2019 maakte hij de overstap naar FC Augsburg.
Op 28 september 2019 maakte hij zijn debuut in de Bundesliga in de thuiswedstrijd tegen Bayer Leverkusen. Hij speelde de volledige wedstrijd die uiteindelijk 0–3 werd verloren.

## Clubstatistieken
| Seizoen | Club             | Competitie | Competitie | Competitie | Beker | Beker | Internationaal | Internationaal | Totaal | Totaal |
| Seizoen | Club             | Competitie | Wed.       | Dlp.       | Wed.  | Dlp.  | Wed.           | Dlp.           | Wed.   | Dlp.   |
| ------- | ---------------- | ---------- | ---------- | ---------- | ----- | ----- | -------------- | -------------- | ------ | ------ |
| 2017    | SC Internacional | Série B    | 2          | 0          | 0     | 0     | –              | –              | 2      | 0      |
| 2018    | SC Internacional | Série A    | 35         | 0          | 0     | 0     | –              | –              | 35     | 0      |
| 2019    | SC Internacional | Série A    | 5          | 0          | 0     | 0     | 6              | 0              | 11     | 0      |
| 2019/20 | FC Augsburg      | Bundesliga | 10         | 1          | 0     | 0     | –              | –              | 10     | 1      |
| 2020/21 | FC Augsburg      | Bundesliga | 5          | 0          | 1     | 0     | –              | –              | 6      | 0      |
| Totaal  | Totaal           | Totaal     | 57         | 1          | 1     | 0     | 6              | 0              | 64     | 1      |

Bijgewerkt op 1 november 2020.

## Interlandcarrière
Iago is een Braziliaans jeugdinternational.